# Église de Savonranta
L'église de Savonranta (finnois : Savonrannan kirkko) est une église luthérienne située à Savonlinna en Finlande.

## Présentation
L'église Savonranta est une église en bois, conçu par l'architecte August Boman, et construite entre 1862 et 1863. 
L'église est située le village de Savonranta de la municipalité de Savonlinna. 
L'église peut accueillir environ 800 personnes.
Le retable, peint en 1903 par Niko Makkonen, représente la Crucifixion.
L'orgue à 17 jeux est fabriqué par Hans Heinrich en 1978.